# Robert Reed
John Robert Rietz, Jr., conocido artísticamente como Robert Reed (Highland Park, Illinois, 19 de octubre de 1932 - Pasadena, California, 12 de mayo de 1992) fue un actor estadounidense.

## Biografía
Tras pasar su infancia y juventud en Oklahoma, comienza a ganar popularidad al intervenir en la serie de televisión The Defenders (1961-1965). No obstante, la fama a gran escala le llega gracias al papel de Mike Brady, el patriarca de la exitosa sitcom The Brady Bunch, que se emitió entre 1969 y 1974.
Tras la cancelación de la serie, intervino en el programa de variedades conducido en 1977 por todos los miembros del reparto con el título de Brady Bunch Variety Hour.
Paralelamente dio vida al personaje de Adam Tobias en la serie Mannix (1967-1975).
Con posterioridad tuvo apariciones invitadas en numerosas series y películas expresamente grabadas para televisión, como Medical Center (1975) Pray for the Wildcats (1974), The Boy in the Plastic Bubble (1976), Rich Man, Poor Man (1976), Roots (1977), Wonder Woman (1976), Hawaii Five-0 (1979), Charlie's Angels (1980), Vega$ (1981) o Murder, She Wrote.
En Broadway intervino en los montajes de Barefoot in the Park, Death Trap y Avanti.
Como muchos actores de la época ocultó su condición de homosexual y se casó, en 1957, con Marilyn Rosenberg (1954-1959). El matrimonio tan sólo duró dos años y tuvieron una hija, Caroline Reed.
Falleció a causa de un cáncer de colon, que confluyó con el virus VIH.